# Juglans venezuelensis
Juglans venezuelensis là một loài thực vật có hoa trong họ Juglandaceae. Loài này được W.E.Manning mô tả khoa học đầu tiên năm 1960.